# Poggio Lecceta
Il Poggio Lecceta, alto 457 metri s.l.m., è la massima vetta delle Colline livornesi ed è diviso tra i comuni di Livorno e Collesalvetti. La cima è occupata da una stazione radar, il cui radome si nota da grande distanza.
Sulle pendici della collina è posta la frazione livornese della Valle Benedetta (364 m), nota per essere sede di numerose escursioni ad opera del C.A.I. di Livorno. Tra i numerosi torrenti che hanno le loro sorgenti nel Poggio Lecceta ci sono il Rio Maggiore e il Torrente Ugione, che sono tra i più lunghi che scendono dalle Colline livornesi.

## Altre cime
- Poggio Vaccai, 451 m
- Poggio ai Tre Molini, 435 m
- Monte Querciaiola, 421 m
- Poggio Pari, 407 m
- Poggio Stipeto, 404 m
- Poggio Montioni, 346 m